# Cimatti
Cimatti is een Italiaans historisch merk van motorfietsen.

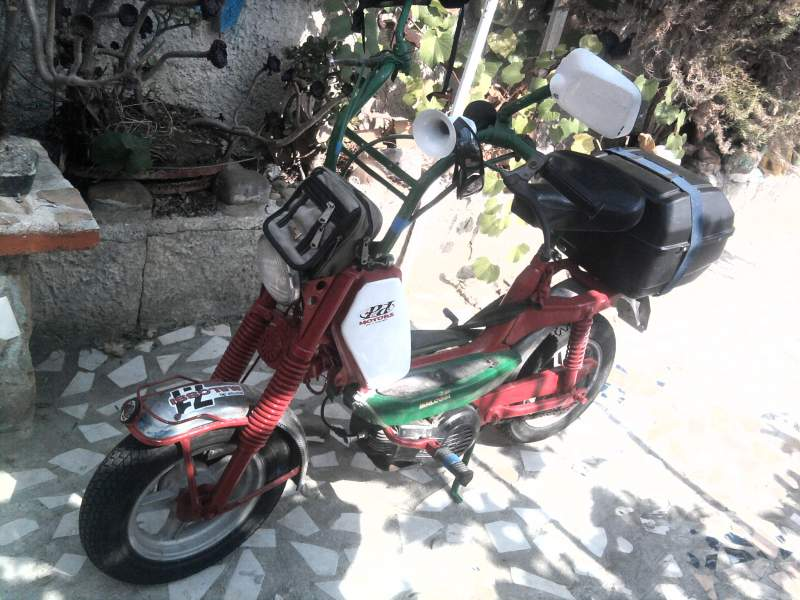
Cimatti Mini Chic uit de jaren zeventig

De bedrijfsnaam was: Marco Cimatti, later Ditta Cimatti en Cimatti Enrico S.p.A, Bologna.
Cimatti was opgericht door Marco Cimatti, die in 1932 als wielrenner deelnam aan de Olympische Spelen. In 1937 ging hij zelf fietsen produceren. Het ging goed met het bedrijf, maar door het uitbreken van de Tweede Wereldoorlog moest de productie worden gestaakt. In 1946 werd ze weer opgestart en in 1950 besloot Cimatti om ook bromfietsen te gaan maken. Daarvoor gebruikte het merk inbouwmotoren van Minarelli en later ook Franco Morini.
In die periode kort na de oorlog begonnen veel Italiaanse bedrijven lichte en daarmee ook goedkope brom- en motorfietsen te produceren en door die grote concurrentie moesten er veel al snel weer stoppen. Met Cimatti ging het echter goed. Hoewel het merk weinig interesse toonde in de motorsport, wonnen coureurs met Cimatti-machines in 1966, 1967 en 1968 het Italiaanse 50cc-Endurokampioenschap. Daarop ging Cimatti meer functiegerichte terreinmotoren maken en verschenen de 100- en 175cc Sport Lusso en Kaiman Cross Competizione, naast gewone straatmodellen met dezelfde cilinderinhoud. Al deze modellen hadden vier versnellingen. De terreinmodellen verdwenen echter tamelijk snel weer, maar in 1972 kwam men terug met 125cc-crossmotoren met vijf versnellingen. Halverwegen de jaren zeventig nam Enrico Cimatti, de zoon van Marco, de leiding van het bedrijf over. Hij ging zich veel meer op de export richten. In 1977 werden uitsluitend nog bromfietsjes geleverd, veelal met slechts een versnelling en een automatische koppeling en daarmee hield het bedrijf zich bezig tot de sluiting in 1984.